# Chase Championships 1998
Chase Championships 1998 — жіночий тенісний турнір, що відбувся на закритих кортах з килимовим покриттям в Медісон-сквер-гарден у Нью-Йорку (США). Це був 27-й підсумковий турнір року в одиночному розряді й 23-й — у парному. Проходив у рамках Туру WTA 1998. Тривав з 16 до 22 листопада 1998 року. Мартіна Хінгіс здобула титул в одиночному розряді й заробила 500 тис. доларів. Це був останній турнір, на якому гра в фіналі могла тривати п'ять сетів. Цю схему почали застосовувати 1984 року.

## Фінальна частина

### Одиночний розряд
Мартіна Хінгіс —  Ліндсі Девенпорт, 7–5, 6–4, 4–6, 6–2.
- Для Хінгіс це був 14-й титул за сезон і 39-й — за кар'єру.

### Парний розряд
Ліндсі Девенпорт /  Наташа Звєрєва —  Александра Фусаї /  Наталі Тозья, 6–7, 7–5, 6–3.
- Для Девенпорт це був 12-й титул за сезон і 43-й — за кар'єру. Для Звєрєвої це був 8-й титул за сезон і 81-й — за кар'єру.